# Aunay-sur-Odon
Aunay-sur-Odon là một xã ở tỉnh Calvados, thuộc vùng Normandie ở tây bắc nước Pháp.